# Avenida Blanco Encalada
La avenida Almirante Blanco Encalada, más conocida como avenida Blanco Encalada, es una arteria vial de gran importancia en la ciudad de Santiago de Chile que se extiende en dirección oriente-poniente por la comuna de Santiago Centro y forma parte de la llamada Ruta G-192. 
En su trayecto recorre principalmente variados lugares. La calle se desarrolla desde la calle San Ignacio y continúa hacia el poniente hasta la avenida Exposición. 
Desde la apertura del túnel Los Trenes en 2006, se transformó en una alternativa a la Alameda Bernardo O’Higgins, mejorando la conexión oriente-poniente de la ciudad.
Su nombre se debe a Manuel Blanco Encalada, militar y político que fue el primer comandante de la escuadra nacional y el primero en ejercer como presidente de la República de Chile.

## Recorrido
En su primera sección es un breve tramo, donde se ubica el Museo Histórico y Militar de Chile, se interrumpe su trazado en la intersección con la Autopista Central.
Continuando hacia el poniente luego de pasar la Autopista Central se inicia el segundo tramo principal, donde la calle prácticamente tiene sentido hacia el poniente debido a la presencia de los ex Arsenales de Guerra, instalación militar perteneciente el Ejército de Chile, siendo además el límite sur del barrio Toesca. 
Después de atravesar la plaza Ercilla y su pequeña rotonda con la estatua a Alonso de Ercilla realizada por el español Antonio Coll y Pi, adquiere su tramo de 5 pistas por sentido; en esta sección destaca la presencia del Campus Beaucheff de la Universidad de Chile, donde se ubican el Centro Sismológico Nacional y la Facultad de Ciencias Físicas y Matemáticas. 
Luego de atravesar la avenida Club Hípico comienza su tercera sección; allí donde se encuentra la Remodelación República conjunto habitacional construido en los años 60, donde se interseca con la avenida República y el Club Hípico de Santiago, tradicional hipódromo, donde se corre el clásico El Ensayo, la principal carrera de caballos de Chile, siendo la vereda norte parte del barrio República, mientras que la vereda sur pertenece al barrio Club Hípico, donde hasta hace años se colocaba una feria libre.
Después recorre los barrios San Alfonso y San Vicente, siendo el límite de ambos sectores; aquí se ubican principalmente comercios; destaca la basílica de Nuestra Señora del Perpetuo Socorro, templo católico construido entre 1906 y 1919, diseñado por el sacerdote belga Gustave Knockaert.
Finalmente termina en la intersección con avenida Exposición, pero antes de llegar a ese lugar, se hunde para continuar hacia el poniente por el túnel Los Trenes, donde posteriormente sigue la calle Arica.